# جون دل كارلو
جون دل كارلو (بالإنجليزية: John Del Carlo)‏ هو مغني أوبرا أمريكي، ولد في 1955، وتوفي في 28 أكتوبر 2016.

## وصلات خارجية
- جون دل كارلو على موقع IMDb (الإنجليزية)
- جون دل كارلو على موقع ميوزك برينز (الإنجليزية)
- جون دل كارلو على موقع أول ميوزيك (الإنجليزية)
- جون دل كارلو على موقع ديسكوغز (الإنجليزية)
- جون دل كارلو على موقع قاعدة بيانات الفيلم (الإنجليزية)